# Ujna bicolorata
Ujna bicolorata är en insektsart som beskrevs av Rao 1995. Ujna bicolorata ingår i släktet Ujna och familjen dvärgstritar. Inga underarter finns listade i Catalogue of Life.